# Niangara (territoire)
Le territoire de Niangara est une entité administrative déconcentrée de la province du Haut-Uele en république démocratique du Congo. 

## Géographie
Il s'étend au centre-ouest de la province.

## Commune
Le territoire compte une commune rurale de moins de 80 000 électeurs.
- Niangara, (7 conseillers municipaux)

## Chefferies
Il est composé de 7 collectivités (7 chefferies et aucun secteur) :  
| Subdivision | Statut    |
| ----------- | --------- |
| Boime       | Chefferie |
| Kereboro    | Chefferie |
| Kopa        | Chefferie |
| Mangbele    | Chefferie |
| Mangbetu    | Chefferie |
| Manziga     | Chefferie |
| Okondo      | Chefferie |